# Helpsters
Helpsters ou Les Monstromalins est une série télévisée éducative américaine pour enfants créée par Tim McKeon et produite par Sesame Workshop et Big Indie Pictures pour Apple TV+, le programme est lancé le 1er novembre 2019, coïncidant avec le lancement du service,.
Une série dérivée intitulée Les Helpsters à la rescousse, a été publiée entre le 24 avril 2020 et le 29 mai suivant, afin de fournir aux enfants du contenu durant le confinement lié à la pandémie de Covid-19,.

## Synopsis

### Helpsters; Les Monstromalins
Un groupe de monstres connus sous le nom des Monstromalins (Helpsters en anglais) travaillent ensemble pour aider à résoudre les problèmes des clients qui entrent dans leur boutique grâce au travail d'équipe et à la résolution de problèmes.

### Les Helpsters à la rescousse
Dans À la rescousse, Cody, spécialiste de la planification s'adapte et nous montre comment faire lors d'un imprévu.

## Distribution
Sauf indication contraire, les informations mentionnées dans cette section peuvent être confirmées par la base de données cinématographiques IMDb,  présente dans la section « Liens externes ».

### Helpsters; Les Monstromalins

#### Acteurs
- Stephanie D'Abruzzo : Cody (VF : Fily Keita)
- Martin P. Robinson : M. Primm (VF : Pierre-François Pistorio)
- Tim Lagasse : Scatter (VF : Paolo Domingo)
- Ingrid Hansen : Heart (VF : Magali Rosensweig)
- Jennifer Barnhart : Jackie
- Direction Artistique Doublage VF : Réjane Schauffelberger
- Direction Musicale Doublage VF : Magali Bonfils
- Adaptation Dialogues Doublage VF : Nadine Delanoë, Anthony Dalmolin
- Adaptation Chansons VF : Magali Bonfils, Samuel Cohen

#### Équipe technique
- Tim McKeon : créateur / producteur délégué
- Kay Wilson Stallings : productrice déléguée

### Les Helpsters à la rescousse

#### Acteurs
- Stephanie D'Abruzzo : Cody

#### Équipe technique
- Tim McKeon : créateur / producteur délégué
- Kay Wilson Stallings : productrice déléguée

## Production
Le programme a été annoncé lors de la présentation "It's Showtime" d'Apple le 25 mars 2019, en même temps que le service Apple TV+, le programme est produit par les créateurs de Big Bird et de Sesame Street, il fut également révélé que le protagoniste de la série serait Cody,.
Les personnages principaux sont des marionnettes.
La série vise à enseigner aux enfants comment être organisé, planifier les choses, relever des défis, ainsi qu'à initier aux concepts de base du codage.
En mars 2021, Apple TV+ a renouvelé le programme pour une troisième saison, celle-ci débute le 27 mai 2022.

## Épisodes

### Helpsters; Les Monstromalins

#### Première saison (2019 - 20)
La partie 1 de la première saison est sortie le 1er novembre 2019, et la partie 2 le 3 avril 2020.
1. Super Alie / La course de Robbie et Rhonda (Amazing Alie / Robbie & Rhonda Runner)
2. Dave le danseur / Amrita l'astronaute (Dancer Dave / Astronaut Amrita)
3. Symphonie Starlett / La photo de famille de Heart (Singing Starlett / Heart's Family Photo)
4. Lisa la lectrice / Cody est enrhumé (Rita Reader / Cody Gets a Cold)
5. Les Mabel Musique / Barbara Bergeronnette (Musical Mabels / Barbara Birdwatcher)
6. Laurent le magicien / Paloma la paléontologue (Wayne of Wonder / Paleontologist Paloma)
7. Scanner / Charles Carré (Scatter / Sid Square)
8. Frank l'aviateur / Nora la voisine (Frank the Flyer / Neighbor Nora)
9. Garry Glace / Richard le réparateur de climatiseurs (Isaac Ice / Air Conditioning Repairman Aaron)
10. Chef Charlie / Fil la mode (Chef Charlie / Fashion Fil)
11. Brianna la basketteuse / Le poisson d'Heart (Basketball Brianna / Heart’s Fish)
12. L'infirmière Nina et Flynn Fermière / Pompier(ère) Fran & Pat le peintre (Nurse Nina & Farmer Flynn / Firefighter Fran & Painter Pat)
13. La fête de Primmflandia / Marsha de la Fanfare (Primmflandia Day / Marching Band Marsha)

#### Seconde saison (2020 - 21)
La partie 1 de la première saison est sortie le 16 octobre 2020, et la partie 2 le 5 mars 2021.
1. L'incroyable Idris / Mike, l'amoureux de la mer (Amazing Atticus / Sea Lovin’ Sam)
2. Betsy la ballerine / Pazza Pasquale (Ballerina Betsy / Pizza Pasquale)
3. Mini Golf Mike / Les Monstromalins ont besoin d'aide (Mini-Golf Mike / Helpsters Need Help)
4. Le Halloween des Monstromalins / Sophia la Conteuse (Helpsters Halloween / Storyteller Sophia)
5. Isaac Insecte / Cody fait du vélo (Billy Bug / Cody Rides a Bike)
6. Le club des cuillères de Monsieur Primm / Cookie Cornelius (Mr. Primm’s Spoon Club / Cookie Cornelius)
7. Cortez le Campeur / Andrew l'artiste et le détective Dudley (Camper Cortez / Artist Andrew & Detective Dudley)
8. Au secours de Heart / Clown Charlie (Helpsters Help Heart / Callie the Clown)
9. Gérald le garde forestier ! / Lizzy Lézard (Park Ranger Percy / Lizard Lizzy)
10. Will grelots et sifflets / Béatrice bâtisseuse (Bells and Whistles Will / Beatrice Builder)
11. Piano Paul / Grandma Gracie (Piano Paul / Grandma Gracie)
12. Freskimo Félix / Babette Bowling (Freeze Pop Felix / Bowling Babette)
13. Toni Tee ball / Todd Trophée (T-Ball Toni / Trophy Todd)

#### Troisième saison (2022)
La saison 3 débutera sa diffusion le 27 mai 2022.

### Les Helpsters à la rescousse (2020)
La diffusion de Helpsters à la rescousse a débuté le 23 avril 2020, et s'est achevée le 28 mai 2020.
1. Quand les plans changent (When Plans Change)
2. Monstromalin d'honneur (Honorary Helpster)
3. La chasse au trésor (Scavenger Hunt)
4. Heureux en saluant (Bright Smiles & Hand Waves)
5. Comment être ensemble (How to Be Together)
6. Merci (Thank You)

## Distinctions
La série fut nommée 5 fois aux Daytime Emmy Awards de 2020, notamment pour meilleur programme pour enfants.